# Naturschutzgebiet Hilgener Ziegeleiloch
Das Naturschutzgebiet Hilgener Ziegeleiloch liegt südöstlich von Hilgen und westlich von Bechhausen in der Stadt Wermelskirchen im Rheinisch-Bergischen Kreis.

## Beschreibung
Das Naturschutzgebiet umfasst die stillgelegte Ziegeleigrube am südöstlichen Ortsrand von Hilgen sowie die angrenzenden, zum Teil bewaldeten Flächen.

## Schutzzwecke
Die Schutzausweisung erfolgte zur Erhaltung und Entwicklung eines überregional wertvollen Abgrabungsgewässers mit Röhrichten, Seggenriedern, Schwimmblatt- und Zweizahngesellschaften, umgeben von Halbtrockenrasen, Gebüschen und Pionierholzbeständen sowie zum Schutz, zur Pflege und zur Entwicklung der an diesen Lebensraum gebundenen Lebensgemeinschaften von Pflanzen und Tieren. Im Einzelnen wurden folgende Schutzzwecke festgesetzt:
- Sicherung der Funktion als Biotopverbundfläche von herausragender Bedeutung als Verbindungsfläche mit Verbindungselementen,
- Erhaltung und Entwicklung des Landschaftsraumes in seiner besonderen Eigenart, Seltenheit und hervorragenden Schönheit,
- Schutz, Pflege und Entwicklung der Lebensgemeinschaften eines überregional wertvollen Biotopkomplexes aus dem Abgrabungsgewässer einer ehemaligen Tongrube mit Röhrichten, Seggenriedern, Schwimmblatt- und Zweizahngesellschaften umgeben von Halbtrockenrasen, Gebüschen, Pionierholzbeständen sowie Laubwald und einem naturnahen Abschnitt des Hilgener Bachtales, insbesondere als Lebensraum gebietstypischer, seltener, und gefährdeter Tierarten,
- Erhaltung und Entwicklung von Lebensstätten, Biotopen oder Lebensgemeinschaften bestimmter wildlebender, charakteristischer und bemerkenswerter Tier- oder Pflanzenarten,
- Erhaltung und Sicherung des gemäß geschützten Biotops: naturnahes stehendes Binnengewässer,
- Erhaltung der ehemaligen Ziegeleigrube in oberflächlich verlehmten Tonsteinen als geowissenschaftlich und landeskundlich schutzwürdiges Objekt.[3]

### Verbote
Zur Erreichung und Erhaltung der Schutzzwecke ist es verboten:
1. Wild, Wasservögel oder Fische zu füttern,
2. Fischerei oder Angelsport zu betreiben.

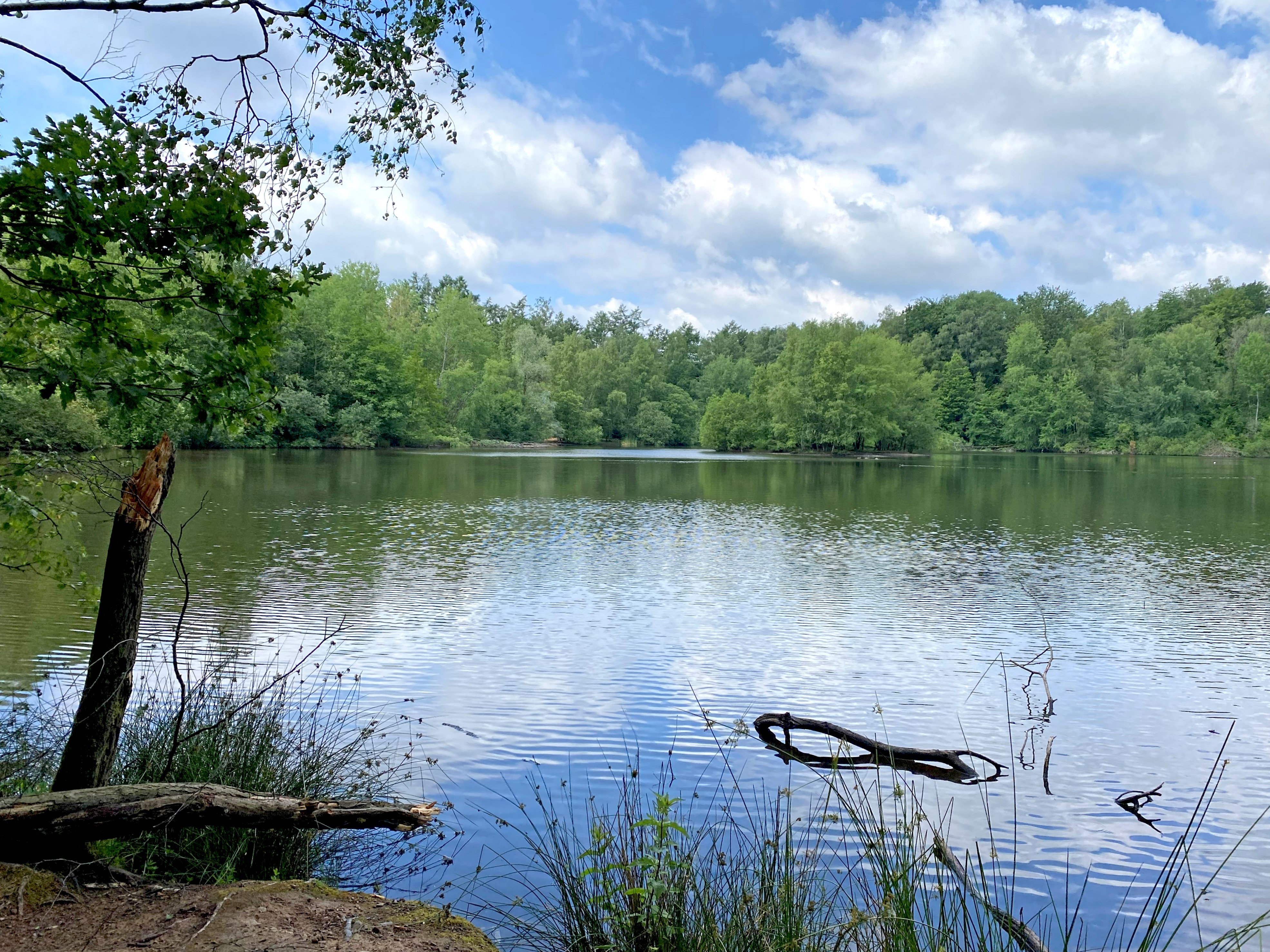
NSG Hilgener Ziegeleiloch
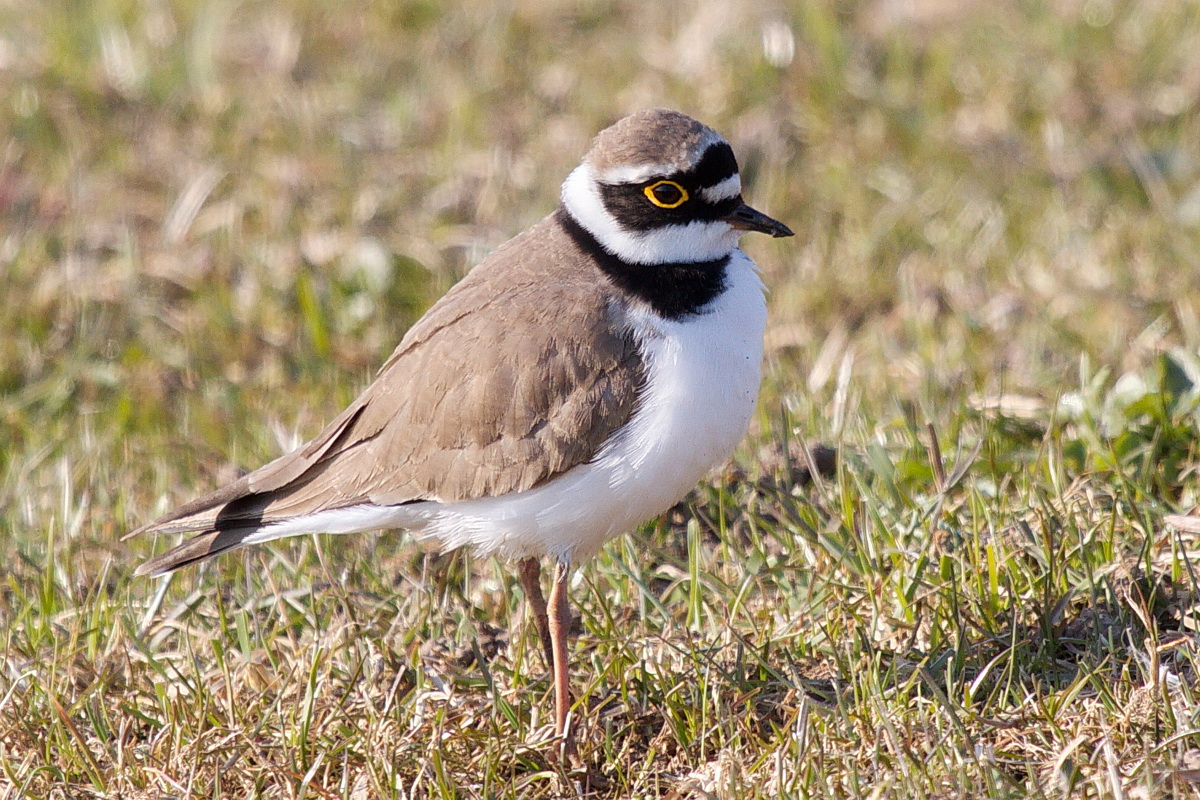
Im NSG Hilgener Ziegeleiloch heimisch: Flussregenpfeifer (Charadrius dubius)
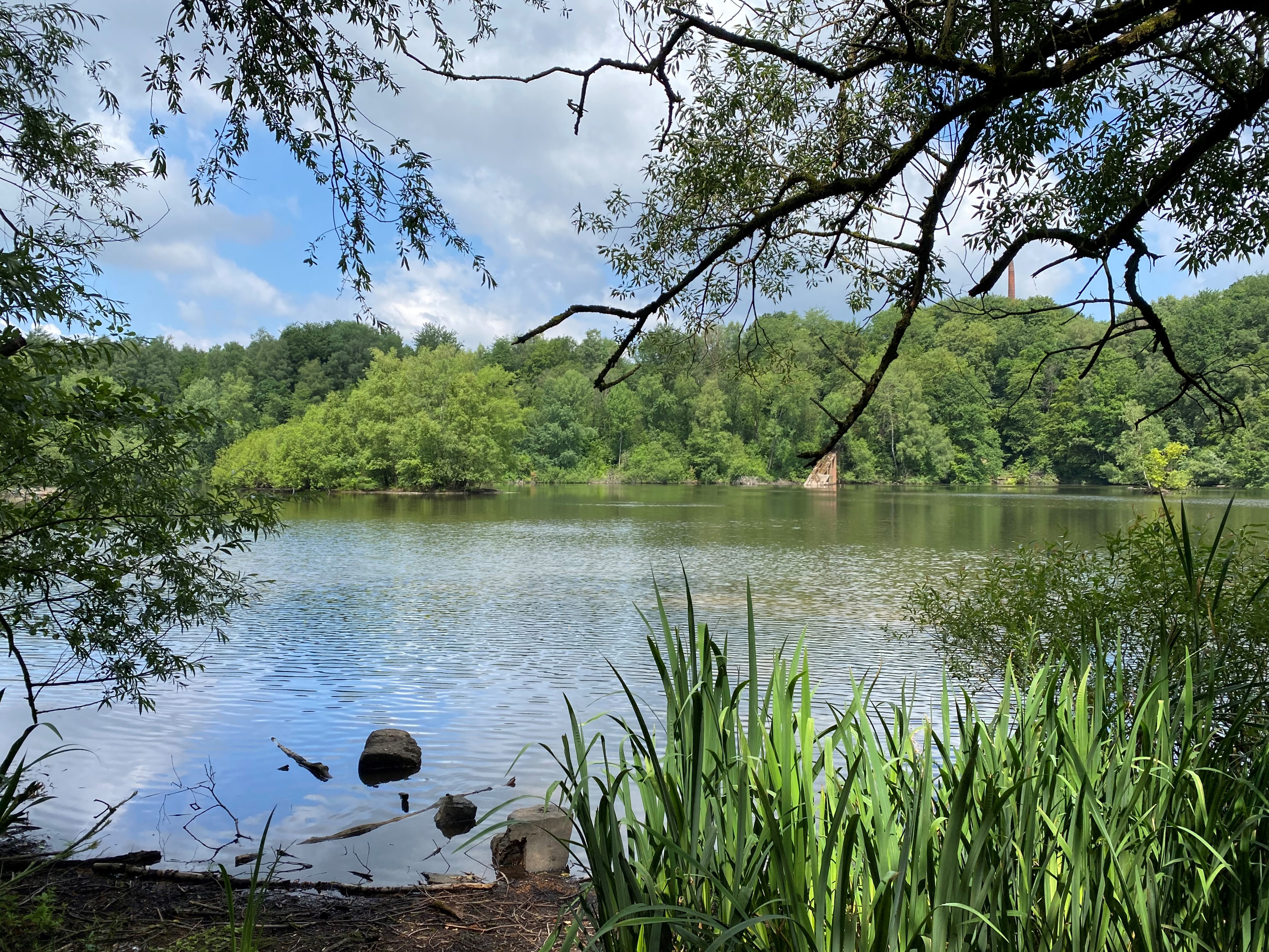
NSG Hilgener Ziegeleiloch
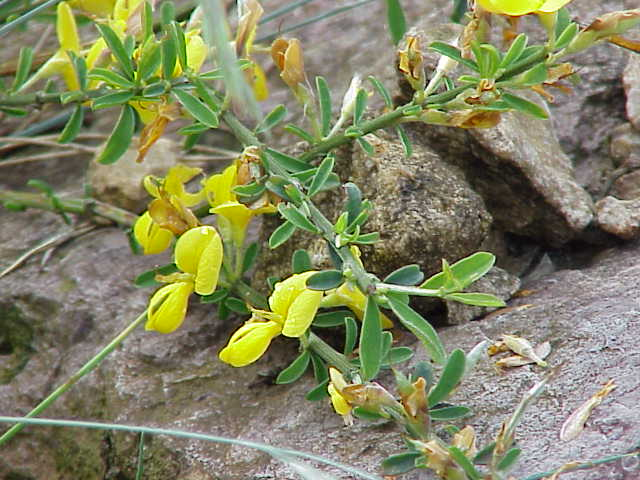
Behaarter Ginster (Genista pilosa)
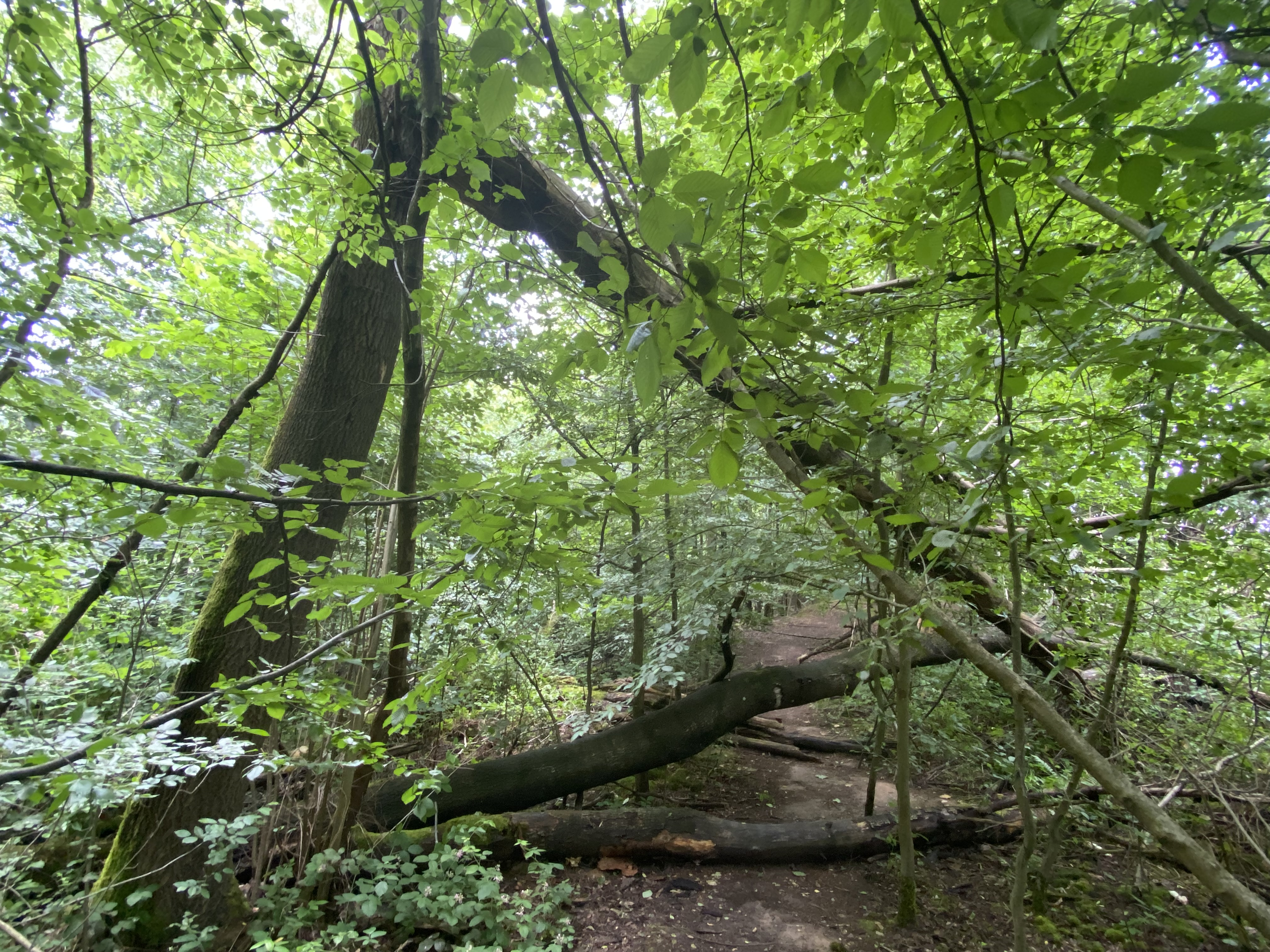
Wertvoll für die Natur – Totholz
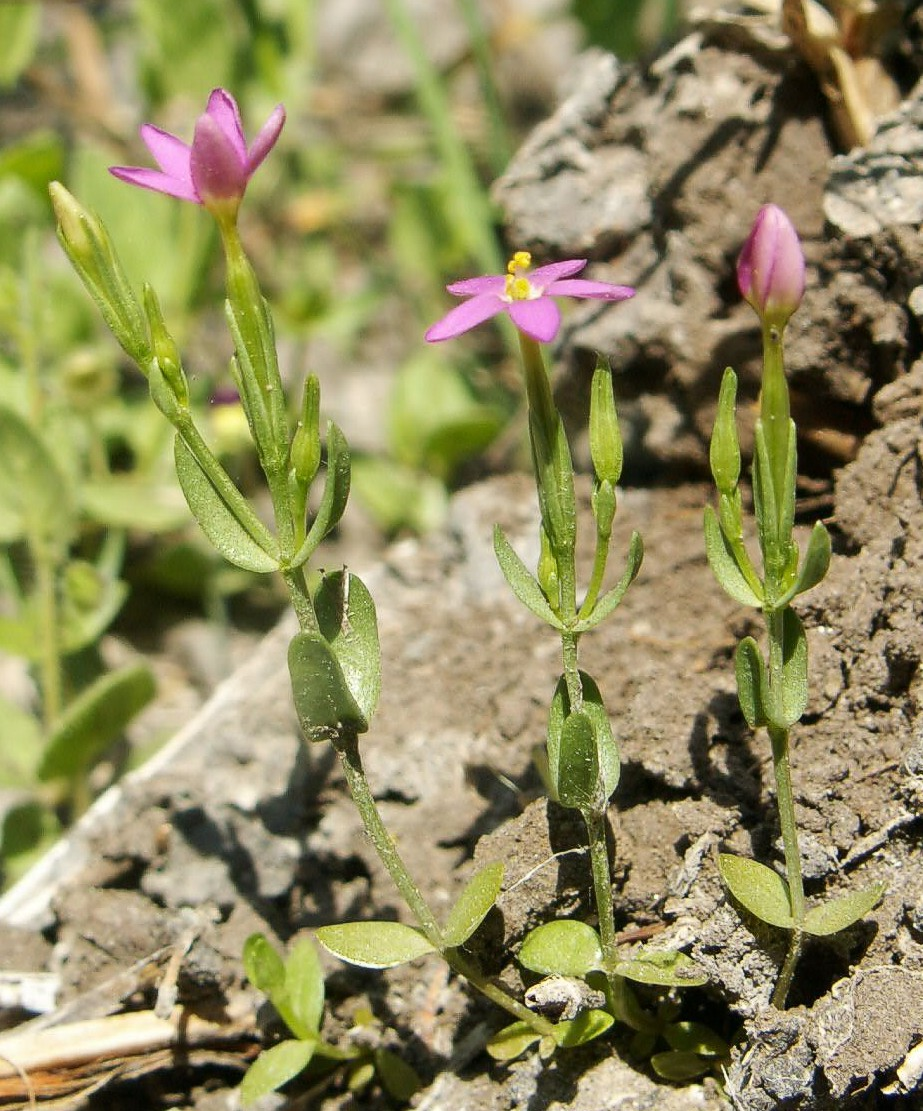
Kleines Tausendgüldenkraut (Centaurium pulchellum)
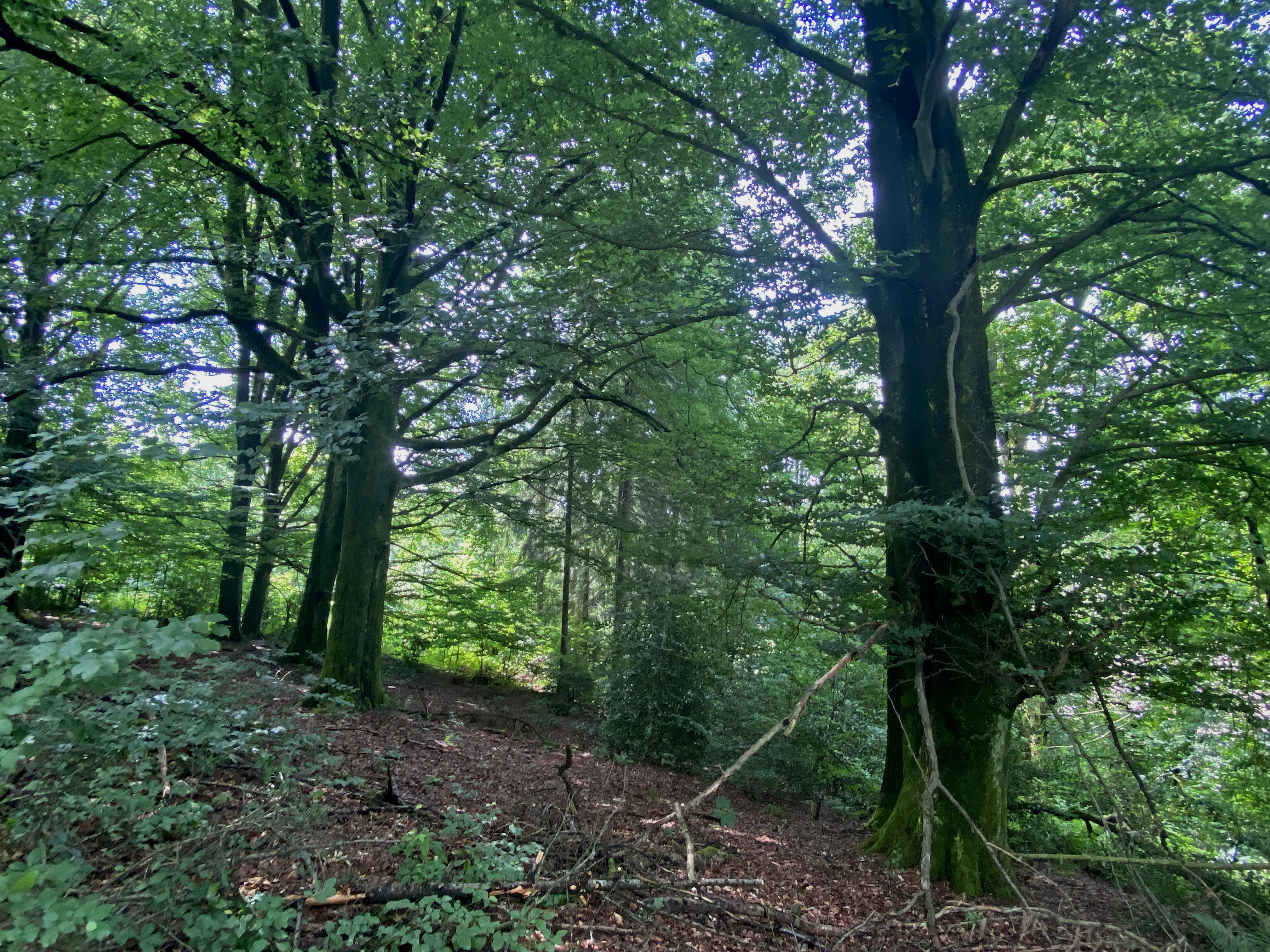
Altholz-Buchenbestand
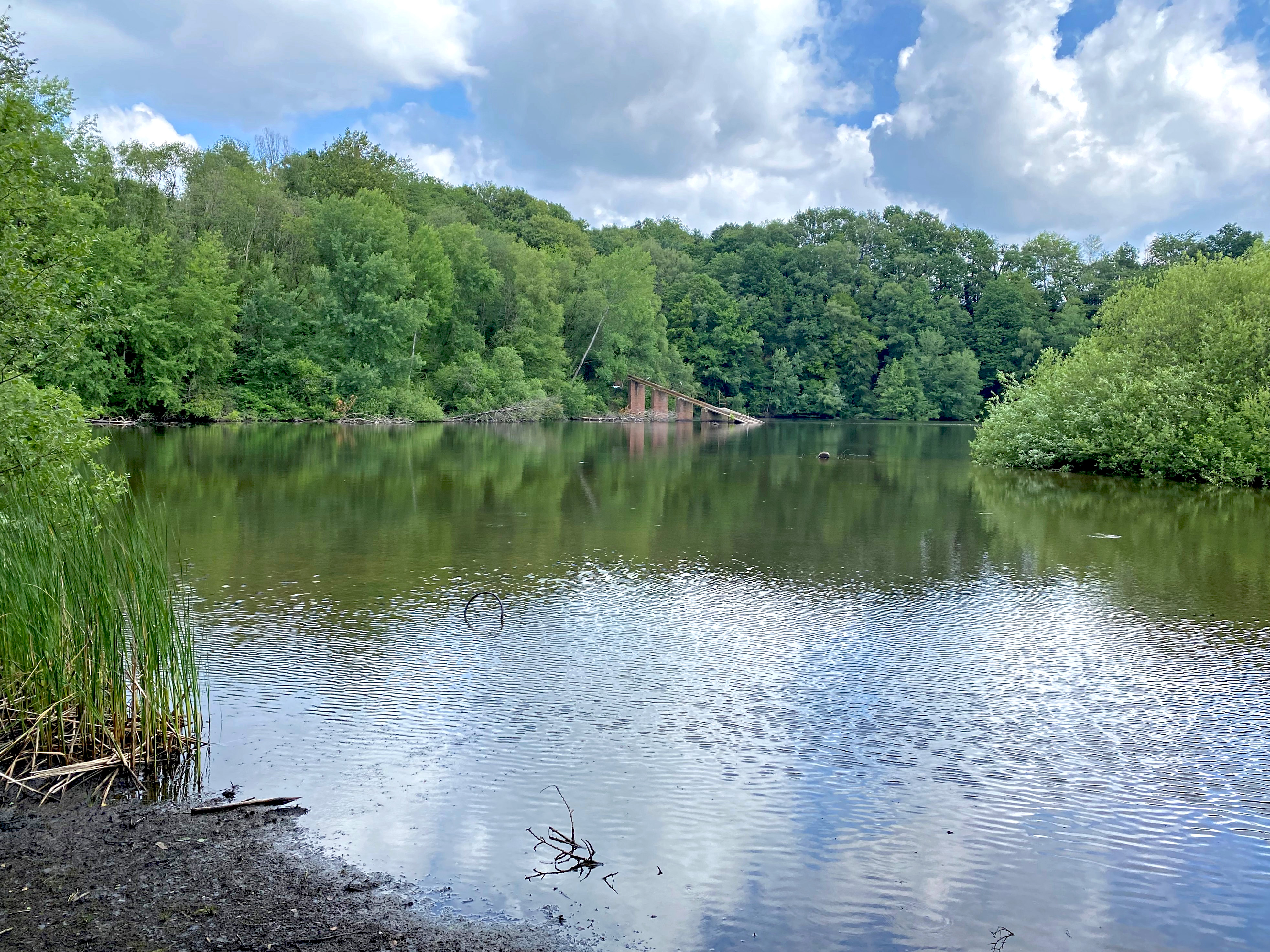
NSG Hilgener Ziegeleiloch
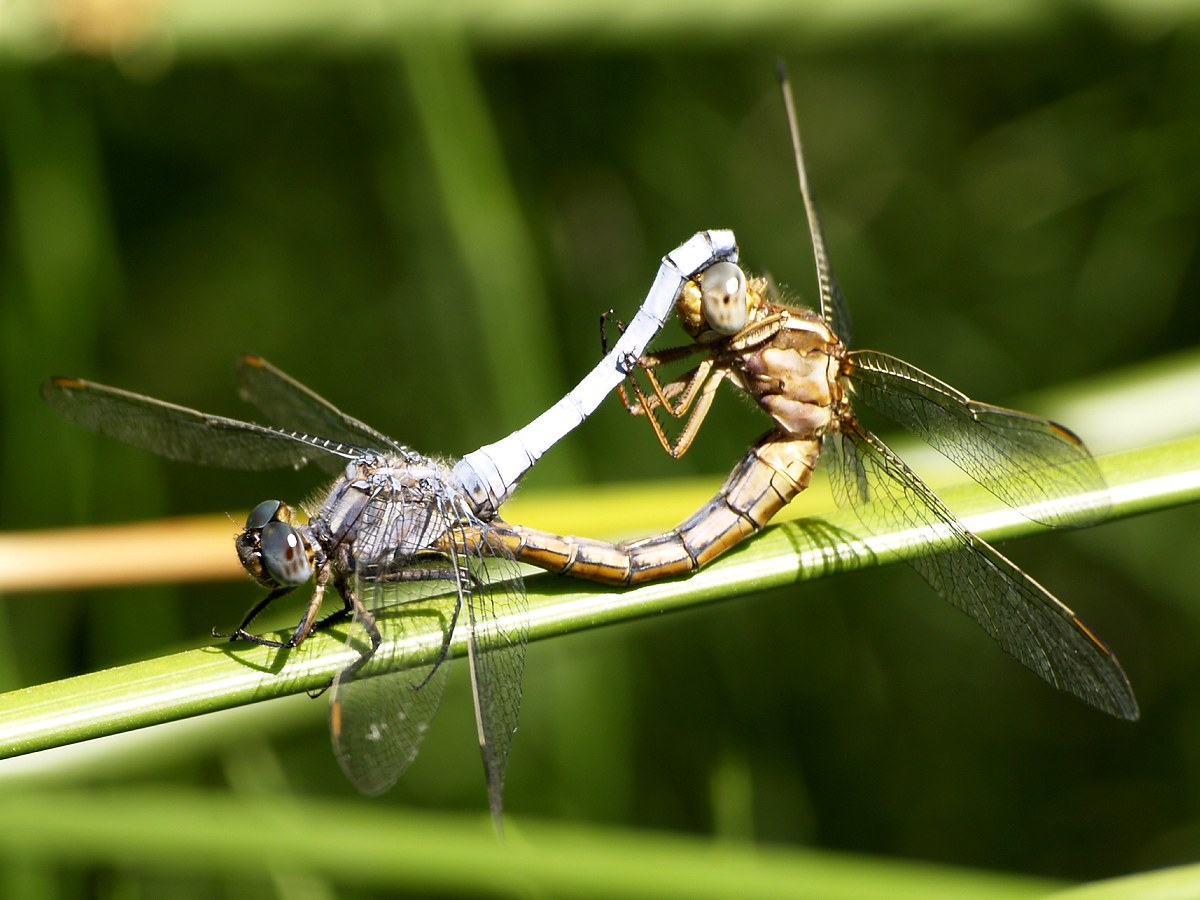
Libellenparadies Ziegeleiloch – Paarungsrad der Kleinen Blaupfeile
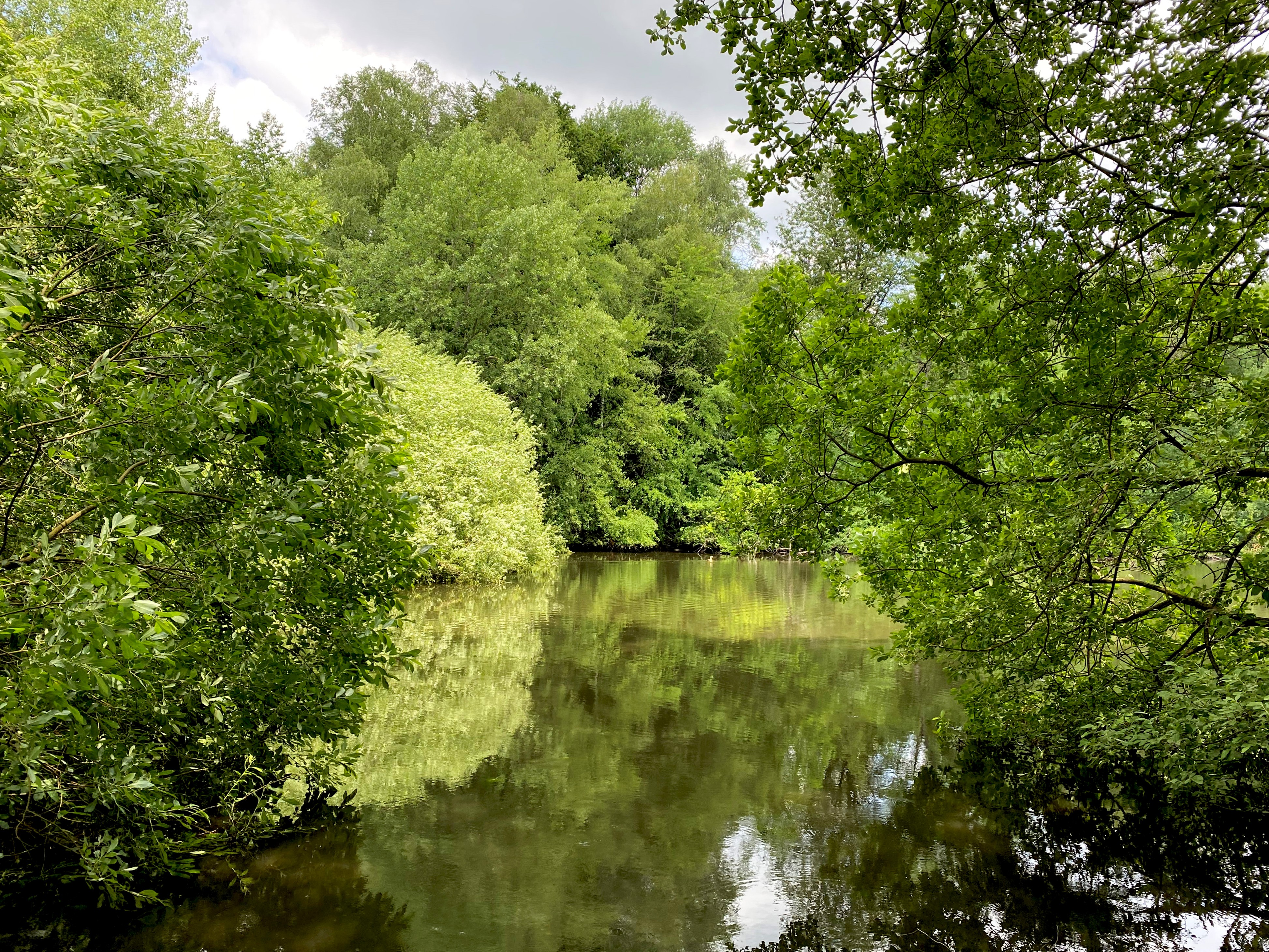
Dichter Gehölzsaum am Ufer – Schutz für Wasservögel
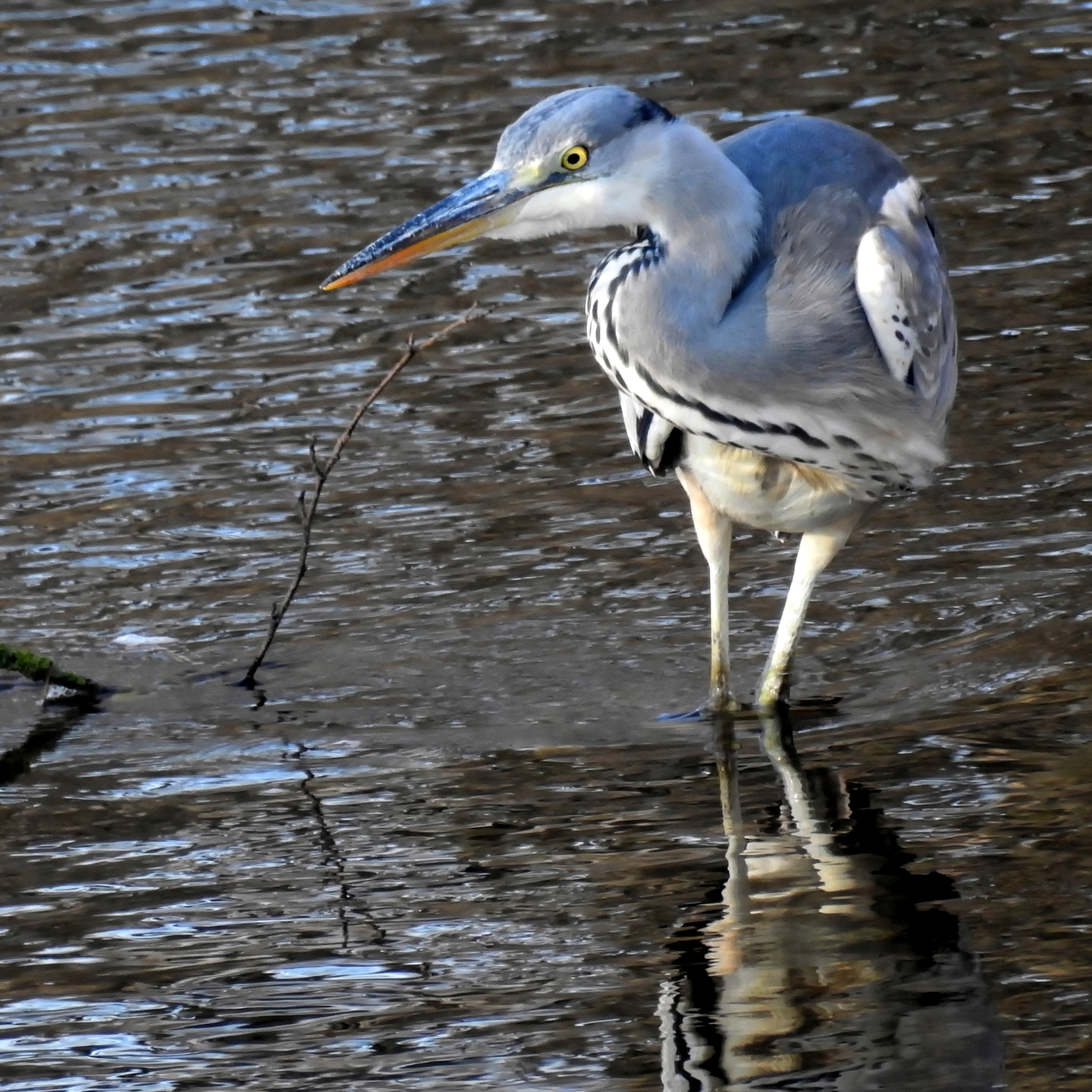
Große Zahl an Graureihern am Ziegeleiloch
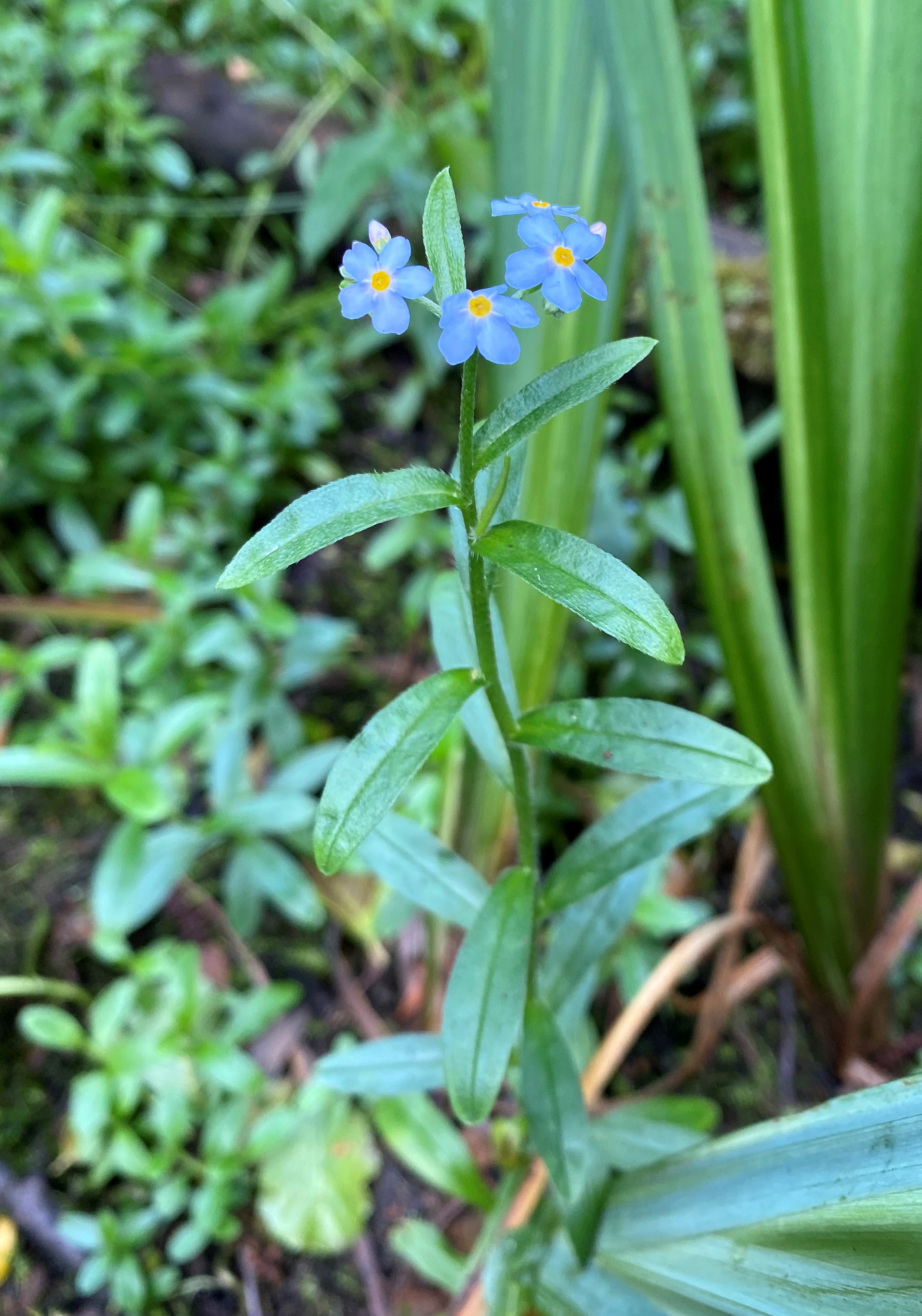
Sumpf-Vergissmeinnicht (Myosotis scorpioides) im NSG
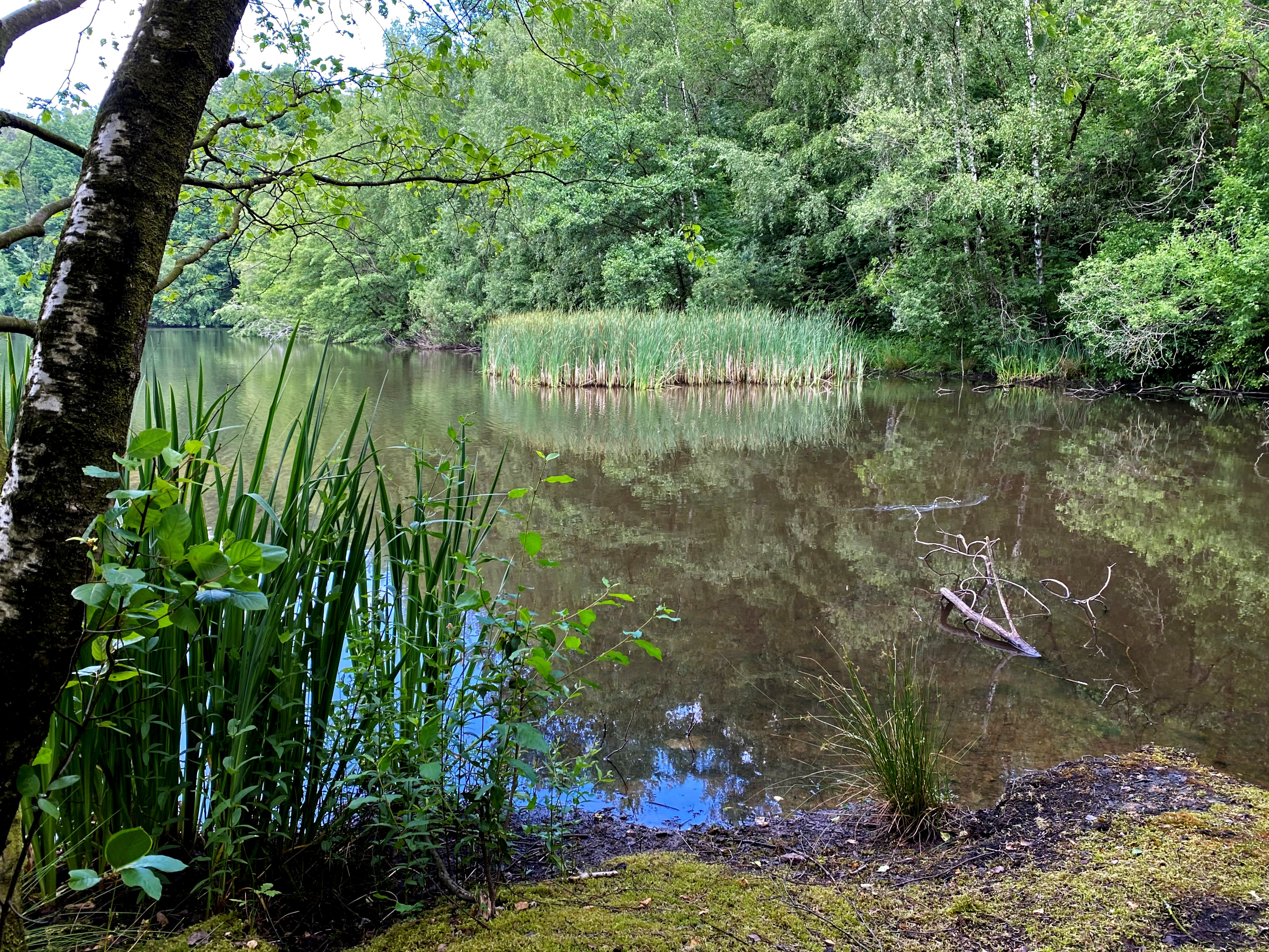
Röhricht-Bestand im Ziegelleiloch